# Notitia de actoribus regis
Notitia de actoribus regis (slovensko Predpisi za kraljeve skrbnike) je paket šestih predpisov (praecepta), ki jih je okoli leta 733 objavil langobardski kralj Liutprand. Predpisi podrobno  določajo dolžnosti  in odgovornosti skrbnikov (actores) oziroma upravnikov kraljevih posesti (curtes). Liutprand je bil tudi sicer plodovit zakonodajalec. Razen Notitiae je langobardskemu zakoniku Edictum Rothari, ki ga je objavil njegov predhodnik, dodal kar 152 novih naslovov.  Notitia je nekakšen predhodnik karolinških kapitularjev. 
Latinski izraz curtis (mn. curtes), ki je izvorno pomenil zemljiško posest, se je v langobardskem obdobju najprej nanašal na hišo svobodnjaka (liber homo) s pripadajočimi pomožnimi zgradbami, vrtovi in sadovnjaki, kasneje pa upravno središče zemljiških posesti. Kmetijske zadeve sta nadzirala upravitelj (villicus) in domestik. Oba sta bila običajno iz družbenega razreda hlapcev (aldii), ki so bili nekje med svobodnjaki in sužnji.  Lastniki, med katere je seveda spadal tudi kralj, so imeli tudi več curtes. Vsako posestvo je imelo svojo domeno (dominicum), ki so jo neposredno upravljali  gospodarjevi služabniki in njihov skrbnik (massaricia), ki so živeli v graščini v gospodarjevi lasti.   Zemljo so obdelovali svobodnjaki ali podložni kmetje. Curtis je bil lahko strnjen, običajno pa je bil raztresen po več okoliških vaseh. To pomeni, da je bil upravna in ne geografska enota. 
Glavni namen Notitiae je bil preprečiti prisvajanje javnih zemljišč s strani lokalnih uradnikov. Prvi pogoj za potencialnega actorja  je bila prisega na Evangelij, ki je vsebovala izjavo: »Če bom izvedel karkoli, kar bi bilo proti predpisom, bom s tem seznanil  [facio notitiam] kralja, da se bodo stvari uredile«. Izraz notitia je lahko pomenil obvestilo ali pisno poročilo. 
Dekret v nadaljevanju izjavlja, da je lastnik vsega ozemlja, ki pripada tem posestim, država, se pravi kralj.  Vsak nakup državne/kraljeve lastnine je moral biti dokumentiran s kraljevo listino. Cene so bile določene v dekretu.

## Knjižna izdaja
- Georg Pertz, urednik. Notitia de actoribus regis. Monumenta Germaniae Historica,  Leges IV: 180–182.